# Wapen van Dantumawoude

Wapen van Dantumawoude

Het wapen van Dantumawoude is het wapen van het voormalige Nederlandse dorp Dantumawoude, in de Friese gemeente Dantumadeel. Het wapen werd in 1996 geregistreerd als wapen van de Vereniging van Dorpsbelangen wijk Dantumawoude daar Dantumawoude niet de dorpsstatus heeft.

## Beschrijving
De blazoenering van het wapen luidt als volgt:
yn goud in ferhege griene skyldfoet, belein mei in goudene opbûgde skyldfoet, oerlein mei in reade foksekop; yn it goud steande op de snijline trije reade boargen, iepene en ferlichte fan it fjild, de lofter boarch toppe troch in grien elzeblêd.
De Nederlandse vertaling luidt als volgt:
in goud een verhoogde groene schildvoet, belegd met een gouden opgebogen schildvoet, overlegd met een rode vossenkop; in het goud staande op de snijlijn drie rode burchten, geopend en verlicht van het veld, de linker burcht getopt door een groen elzenblad.
De heraldische kleuren zijn: goud (goud), sinopel (groen) en keel (rood).

## Symboliek
- Drie burchten: staan voor de drie dorpskernen van Damwoude: Akkerwoude, Murmerwoude en Dantumawoude.[2]
- Elzenblad: geeft aan dat Dantumawoude de meest oostelijk gelegen kern van de drie is. Daarbij duidt het op het deel "woude" van de plaatsnaam.[2]
- Gouden schildvoet: symbool voor de dekzandrug waar het dorp op gelegen is.[2]
- Vossenkop: verwijst naar de grote aantallen vossen die in de omgeving voorkomen. Tevens is de vos ontleend aan het wapen van Dantumadeel.[2]

Het wapen van Dantumadeel.

## Zie ook

Vlag van Dantumawoude